# Higinio Noja Ruiz
Higinio Noja Ruiz (Nerva, 1894-Valencia, 1972) fue un escritor, pedagogo, periodista y anarquista español.

## Biografía
Nació en 1894 en la localidad onubense de Nerva, junto a las minas de Riotinto. Su padre trabajaba como químico en la Riotinto Company Limited, donde también se empleó Noja en su adolescencia y primera juventud. Allí se despertó su conciencia de la explotación laboral y la desigualdad social, y en paralelo a su curiosidad intelectual (y un interés temprano por la pedagogía que le llevó a iniciar estudios de Magisterio) y a su voracidad lectora, empezó a escribir ya desde los quince años artículos sobre la situación de las minas en la prensa obrera local y provincial. Fue relacionándose con círculos obreristas y específicamente anarquistas y, tras la huelga de 1913 en la comarca, fue despedido definitivamente de la Riotinto Company Limited. Abandonó Nerva y comenzó así un periplo vital y un nomadismo –con los habituales cambios de trabajo y domicilio– que le llevaría primero a Barcelona, donde asentaría con sus contactos su militancia anarquista. En los años de la Primera Guerra Mundial marchó a Andalucía, donde participó activamente como agitador y propagandista ácrata y confederal en los años del llamado Trienio Bolchevique: orador en mítines, conferenciante, maestro de escuelas racionalistas, colaborador y fundador de periódicos y publicaciones anarquistas, y escritor de folletos. Noja se fue especializando en una actividad militante relacionada más específicamente con la propaganda y la labor cultural. En particular en el mundo periodístico, pero también en el pedagógico, actuando como maestro en Valencia o en localidades cercanas como Alginet, donde se refugió tras la persecución policial de la que eran objeto los militantes cenetistas en los años del pistolerismo, y donde ejerció como maestro hasta 1923.
Desde entonces, y hasta 1933, residió en varios lugares: Tarragona, Barcelona, Andalucía y París, pero sobre todo en Palma de Mallorca, donde se acabaría asentando estos años y que sería escenario de la novela Un puente sobre el abismo. Desempeñó diversos trabajos (por ejemplo, en un taller de fotografía o en la Editorial Espasa Calpe). Aunque participó al parecer en la reunión fundacional de la FAI en Valencia en 1927, su vida militante más activa y propagandista se atemperó algo durante esos años de la dictadura de Primo de Rivera; no desde luego en lo que se refiere a sus colaboraciones en prensa (con un fondo más doctrinal y cultural, eso sí), a su labor como escritor de folletos y sobre todo a lo literario.
Sería a partir de 1923 cuando Noja comenzó a publicar varias novelas sobre temas sociales, algunas de éxito en los medios obreristas, entre ellas: Los galeotes del amor (almas cautivas) (1923), Los sombríos (publicada en París en 1925), La que supo vivir su amor (1928), Como el caballo de Atila (1929) y Un puente sobre el abismo (1932). Estos títulos son tan solo una parte de una prolífica producción literaria –paralela a la ensayística–centrada en el terreno de la novelística y el cuento. Esa fue una de las fuentes de su prestigio en el mundo obrerista y libertario.
Paralelamente a esta obra literaria, que continuaría en años posteriores, Noja intensificó asimismo su labor ensayística, muy prolífica. Esta comenzó con sus colaboraciones en la prensa libertaria y muy destacadamente en revistas de pensamiento o culturales del mundo ácrata, como Generación Consciente y Estudios –que se iniciaron en la década de 1920–, y pronto a través también de folletos y libros. Noja fue desgranando así su producción doctrinal y de reflexión en torno a múltiples temas sociales y culturales: desde la sociología y la economía al feminismo, la sexualidad o el control de la natalidad, pasando por el arte y la literatura, así como en aspectos centrales de la organización social y económica de la revolución y la futura sociedad libertarias, a lo largo de la década de 1930. Durante los años republicanos, la figura de Noja Ruiz acabará destacando en el terreno doctrinal dentro de los medios libertarios, tal como lo estaba haciendo en lo literario. Sus artículos y folletos en torno a la crisis económica del capitalismo y la necesidad de su superación, así como sobre los fundamentos de la nueva sociedad posrevolucionaria le otorgaron difusión y prestigio en este ámbito.
A ello ayudó el hecho de no ocupar cargos dentro de las organizaciones anarcosindicalistas, o el no identificarse particularmente dentro de la lucha de tendencias que vivió el mundo confederal-anarquista en esos años, al igual, por cierto, que ocurrió con Estudios. Revista Ecléctica. Su militancia se situaba en la FAI, pero nunca ocupó cargos ni participó en su vida orgánica, más allá de su aportación doctrinal y de reflexión, como cuando el Pleno de Regionales celebrado por la FAI en 1933 le designó como ponente de un informe (dentro de una comisión en la que también figuraban Eusebio Carbó, Isaac Puente y José María Martínez) sobre el concepto de comunismo libertario y los planes a seguir después de la revolución. Asimismo, su lectura de la obra de Besnard y Cornelissen, y sus contactos con Marín Civera, director de la revista Orto y próximo a Ángel Pestaña (con quien Civera compartiría la aventura del Partido Sindicalista), le hicieron otorgar una mayor valoración a la estructura sindical en el esquema postrevolucionario y en general mostrar más permeabilidad a la influencia de las tesis sindicalistas.
A partir de mediados de la década de 1930, Noja se estableció definitivamente en Valencia, y también durante los años de la guerra civil. En palabras de Pere Solà, allí actuó como el “intelectual orgánico” del anarquismo valenciano. No se sabe si llegó hasta tal punto, pero lo cierto es que Noja formaría parte por ejemplo del Consejo de Economía constituido en esa ciudad. En este período se interesó especialmente por el fenómeno colectivizador y la dimensión económica del proceso revolucionario, analizando su trayectoria, posibilidades y obstáculos en distintos libros y folletos aparecidos en esos momentos. Por otro lado, participó en mítines y conferencias, presidió la Asociación de Amigos de México en Valencia (constituida en marzo de 1937) y continuó sus colaboraciones en forma de artículos en distintas publicaciones anarquistas. Cabe destacar en especial su protagonismo en muchas de las iniciativas de carácter cultural –grupos, publicaciones en forma de revistas y libros y actos públicos– desplegadas por los círculos cenetistas y anarquistas de Valencia, y fue uno de los principales animadores de la vida cultural libertaria en la ciudad durante la contienda. Afiliado a la sección de Periodistas y Escritores del Sindicato de la Industria Gráfica de la CNT, fue director de varias publicaciones culturales libertarias, como es el caso de Libre-Studio (Revista de Acción Cultural al Servicio de la CNT) y Semáforo (portavoz del Comité Ejecutivo de Espectáculos Públicos de Valencia, UGT-CNT). Desde ambas escribió, por ejemplo, sobre su concepción del teatro social en general y en la nueva coyuntura revolucionaria.
El final de la guerra y la victoria franquista supuso para Noja el ocaso de su vida pública. En primer lugar, e inmediatamente, con la prisión, desde su detención en el puerto de Alicante el último día del conflicto y hasta que en enero de 1941 se le concedió la libertad condicional. Volvió a Valencia y allí residió hasta su muerte en 1972 en dicha ciudad. Sobrevivió dando clases particulares, entre otros trabajos, y continuó –como había hecho siempre– escribiendo de manera prolífica, ahora textos que quedarían sin embargo inéditos. Durante el franquismo, el anonimato y la lucha por la supervivencia marcarían la vida de un maestro, pensador y escritor libertario bien conocido hasta 1939, y sobre cuya obra y recuerdo se depositaría a partir de entonces un grueso manto de silencio y olvido. Fue autor de un texto autobiográfico titulado La Armonía o la escuela en el campo. En 2017 una calle de Valencia, que hasta entonces había llevado el nombre del escritor Samuel Ros, fue rebautizada en recuerdo de Higinio Noja.